# Statistika školství a vzdělávání
Statistiky školství a vzdělávání sbírá Ministerstvo školství, mládeže a tělovýchovy České republiky. Český statistický úřad šetří vzdělanost plošně při Sčítání lidu, domů a bytů, které se koná jednou za 10 let. Mimoto ČSÚ se věnuje otázkám školství a vzdělání v rámci ad hoc šetření (modulů), které jsou vždy monotematicky zaměřené (např. vzdělávání dospělých).

## Statistická ročenka školství
Stěžejní informace týkající se statistiky školství a vzdělanosti jsou k dispozici ve Statistické ročence školství. Ročenka školství obsahuje:
- Výkonové ukazatele - počty škol, žáků, absolventů a učitelů za příslušný školní rok, a to jak celkově, tak v nejrůznějším členění (podle zřizovatele, oborů vzdělání/studia, krajů). Součástí ročenky jsou také údaje za školy ministerstev vnitra, obrany a spravedlnosti, které působí v regionálním školství. Za vysoké školy jsou uvedeny souhrnné údaje za školy ministerstev vnitra a obrany v samostatných tabulkách.
- Zaměstnanci a mzdové prostředky - podrobné údaje o pracovnících a mzdových prostředcích v příslušném kalendářním roce za školy, v tabulkách jsou vedeny jak souhrnné údaje, tak údaje ve členění podle druhů škol a školských zařízení, zřizovatelů, krajů.
- Ekonomické ukazatele – financování školství v příslušném kalendářním roce, a to v členění podle druhů škol a školských zařízení, zdrojů financování, podle druhů výdajů a příjmů.
- Vývojová ročenka - přehled o vývoji školství za předchozí šestileté období, a to za oblast výkonové, ekonomické a z oblasti práce a mezd.